# Pacto Segni
Pacto Segni (Patto Segni) (PS) fue un partido político italiano democristiano y liberal, llamado así por Mario Segni.

## Historia
El partido fue fundado en 1993 como una escisión de Alianza Democrática y como continuación de Populares por la Reforma, una escisión de Democracia Cristiana en 1992, cuyo principal objetivo fue la reforma electoral para pasar del escrutinio proporcional plurinominal al mayoritario uninominal.
El partido se presentó en las elecciones generales de 1994 en la coalición Pacto por Italia, junto con el Partido Popular Italiano, con Mario Segni como candidato a primer ministro. El PS incluyó en su lista de los republicanos (como Giorgio La Malfa), liberales, socialistas, social demócratas (Gian Franco Schietroma) y varios ex-democristianos (como el propio Mario Segni o Gianni Rivera).
El PS obtuvo un 4,7% de los votos y 13 diputados, pero poco después de las elecciones se dividió en varias facciones. El grupo en torno a Alberto Michelini y Giulio Tremonti, por ejemplo, fundó la Fundación Liberal Demócrata y decidió apoyar al gobierno de Silvio Berlusconi (siendo Tremonti ministro de Hacienda), uniéndose en 1996 a Forza Italia.
En las elecciones regionales de 1995, el Pacto formó una lista llamada Pacto de los Demócratas, junto con Socialistas Italianos y Alianza Democrática, obteniendo resultados dispares. De cara a las elecciones generales de Italia de 1996 el partido se alió con Renovación Italiana y fue parte de la coalición El Olivo, consiguiendo ocho escaños en la Cámara de Diputados y un senador.
En 1999, después de haber contribuido a la fundación de la Unión Democrática por la República con Francesco Cossiga y Clemente Mastella, PS incorporó a algunos antiguos miembros de Forza Italia a la vez que otros abandonaron el partido para unirse a Los Demócratas. En las elecciones al Parlamento Europeo de 1999 el partido formó una lista conjunta con Alianza Nacional y Segni fue reelegido eurodiputado.
En 2001, el PS decidió presentarse a las elecciones generales, pero Michele Cossa, miembro de Reformadores Sardos, sección regional del partido en Cerdeña, fue elegido diputado en la circunscripción de Cagliari por la coalición de centro-derecha la Casa de las Libertades.
En 2003, el partido se transformó finalmente en el Pacto de los Liberal Demócratas.